# Organised Sound
Organised Sound (Organised Sound. An International Journal of Music and Technology) – czasopismo naukowe wydawane przez Cambridge University Press, poświęcone wykorzystaniu techniki w muzyce.
Czasopismo publikuje artykuły muzykologiczne dotyczące zastosowania nowych technik w tworzeniu muzyki. Poruszane zagadnienia dotyczą muzyki różnych gatunków. Tematyka często dotyczy elektroakustyki i jej wykorzystania w kompozycji. W zakresie mieszczą się również muzyczne kwestie sztuki performatywnej i multimediów. 
Ukazuje się od 1996 roku. Do prenumeratorów corocznie rozsyłana jest również płyta z materiałami uzupełniającymi.
Pismo znajduje się na liście ERIH Plus, w związku z czym w wykazie czasopism punktowanych przez Ministerstwo Nauki i Szkolnictwa Wyższego z 2015 roku znajdowało się na liście C z 10 punktami.